# Ingemar Stenmark
Jan Ingemar Stenmark (Storuman, 18 marzo 1956) è un ex sciatore alpino svedese.
Con 86 successi (46 in slalom gigante e 40 in slalom speciale), ottenuti tra il 1974 e il 1989, è lo sciatore più vincente nella storia della Coppa del Mondo di sci alpino maschile. Nel suo palmarès vanta due titoli olimpici (slalom gigante e slalom speciale a Lake Placid 1980), cinque iridati (slalom gigante e slalom speciale a Garmisch-Partenkirchen 1978, slalom speciale a Schladming 1982 e i due titoli olimpici validi anche ai fini iridati), tre Coppe del Mondo generali e quindici di specialità. È considerato uno dei più grandi sciatori di tutti i tempi nelle discipline tecniche (slalom gigante e slalom speciale).

## Biografia
Nato in Lapponia, a Joesjö (comune di Storuman, nella provincia di Norrland), la sua famiglia si trasferì in seguito nella vicina Tärnaby quando Stenmark aveva quattro anni e divenne amico di un altro ragazzino, Stig Strand, che si sarebbe a sua volta imposto ai vertici dello slalom speciale. Quattro anni dopo partecipò al Trofeo Topolino classificandosi 14º. Fu scoperto giovanissimo dal tecnico italiano Ermanno Nogler, che lo seguì per tutta la carriera e con il quale formò una coppia indissolubile, tanto che i due si ritirarono insieme dal Circo bianco.

### Stagioni 1974-1975
L'atleta svedese, che decise con scelta innovativa di affidarsi per la fornitura degli sci alla ditta jugoslava Elan, esordì in Coppa del Mondo a diciassette anni, l'8 dicembre 1973 sul classico tracciato di Val-d'Isère in Francia, giungendo 46º in slalom gigante. Nella stessa stagione, nel febbraio dell'anno seguente, partecipò per la prima volta a una rassegna iridata e a Sankt Moritz 1974 ottenne il 9º posto nello slalom gigante. Nemmeno un mese dopo, il 2 marzo, salì non ancora diciottenne per la prima volta sul podio in Coppa del Mondo, nella stessa specialità a Voss, giungendo 3º alle spalle dell'italiano Gustav Thöni, suo futuro grande rivale, e dell'austriaco Hansi Hinterseer. A conferma dei progressi che il giovane svedese stava dimostrando, si aggiudicò anche alcune gare di Coppa Europa e la medaglia d'oro nello slalom gigante agli Europei juniores di Jasná 1974.

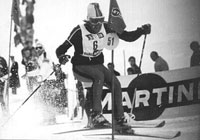
Stenmark in gara in Val Gardena nel 1975

La successiva stagione 1974-1975 si aprì con buoni risultati in Coppa Europa, dove ottenne una vittoria a Vipiteno, subito seguita il 17 dicembre dal primo successo in Coppa del Mondo, in slalom speciale sul difficile tracciato della 3-Tre di Madonna di Campiglio; Stenmark in quella circostanza precedette nell'ordine gli italiani Paolo De Chiesa e Fausto Radici. Con l'arrivo del nuovo anno, Stenmark infilò una decina di podi in serie, che lo portarono a un passo dal conquistare la sua prima Coppa del Mondo assoluta poiché lo sciatore svedese fu protagonista, il 23 marzo 1975 in Val Gardena in Italia assieme all'atleta di casa Thöni, di una delle gare più celebri dello sci alpino: la coppa di cristallo di quell'anno fu infatti assegnata all'azzurro nell'ultimo slalom parallelo, con 5 punti di vantaggio; Stenmark si aggiudicò invece la Coppa del Mondo di slalom gigante, con 9 punti di margine su Piero Gros, e la Coppa del Mondo di slalom speciale, con 11 punti di vantaggio su Thöni.

### Stagioni 1976-1978
Nella stagione caratterizzata dai XII Giochi olimpici invernali di Innsbruck 1976 e dai primi segni di calo di rendimento delle prestazioni da parte della Valanga azzurra, Stenmark in Coppa del Mondo inanellò una serie di successi in slalom speciale (sette su sette gare disputate), ma anche in slalom gigante; questi risultati gli consentirono di vincere la classifica generale con 44 punti di vantaggio su Gros e le Coppe di entrambe le specialità, rispettivamente con 6 punti di vantaggio su Thöni e 40 su Gros. Alle sue prime Olimpiadi lo svedese vinse la medaglia di bronzo nello slalom gigante (valida anche per i Mondiali 1976), nella gara che vide primeggiare lo svizzero Heini Hemmi davanti al connazionale Ernst Good; non completò invece la prova di slalom speciale.
La stagione 1976-1977 proseguì sulla falsariga della precedente; lo svedese riconquistò la Coppa del Mondo generale e quella di slalom speciale (rispettivamente con 89 e con 34 punti di vantaggio su Klaus Heidegger), mentre nella classifica di slalom gigante arrivò a pari merito con Heini Hemmi, ma la coppa di cristallo fu assegnata a quest'ultimo per i migliori piazzamenti ottenuti. Stenmark conquistò la Coppa generale con un ruolino di marcia impressionante: vinse infatti sette slalom speciali su dieci, ma anche tre slalom giganti, dominando le specialità tecniche. Il 1978 fu, se possibile, anche più ricco di soddisfazioni per lo sciatore di Tärnaby; infatti in quell'annata vinse ancora la Coppa del Mondo assoluta, quella di slalom gigante e quella di slalom speciale (rispettivamente con margini di 34 punti su Phil Mahre, di 20 su Andreas Wenzel e di 25 su Heidegger) e rimpinguò il palmarès anche con due medaglie d'oro, nello slalom gigante e nello slalom speciale, ai Mondiali disputati a Garmisch-Partenkirchen.

### Stagioni 1979-1980
A questo punto però la Federazione Internazionale Sci introdusse nella Coppa del Mondo un nuovo metodo di calcolo dei punteggi che svantaggiò particolarmente lo svedese: infatti con il nuovo regolamento potevano essere conteggiati solo i punti di un numero limitato di gare per specialità, in modo tale da favorire gli atleti polivalenti e gli specialisti della combinata, anche se di qualità tecnica inferiore, cosa di cui lo stesso svedese si lamentò in seguito. Fu così che lo svizzero Peter Lüscher risultò vincitore della Coppa generale nel 1978-1979 grazie a tre sole vittorie (tra le quali figuravano due combinate): nonostante il fatto che in quella stagione Stenmark si fosse aggiudicato tutti i dieci slalom giganti in palio, oltre a tre slalom speciali, Stenmark giunse solo 5º in classifica generale. Vinse invece le Coppe di slalom gigante, con 21 punti di vantaggio su Lüscher, e di slalom speciale, con 12 punti su Mahre.
L'atleta scandinavo aveva comunque altri obiettivi da perseguire; il più importante di questi era l'oro olimpico. L'occasione si presentò ai XIII Giochi olimpici invernali di Lake Placid 1980: pur non trascurando la Coppa del Mondo, dove giunse 2º nella classifica generale staccato di 4 punti dal vincitore Wenzel, terminando a podio in tutte le 14 gare disputate e vincendo i trofei di slalom gigante e di slalom speciale (rispettivamente con 38 punti di margine su Hans Enn e 37 su Bojan Križaj), colse l'unico successo che ancora gli mancava, il titolo olimpico: vinse la medaglia d'oro sia nello slalom gigante, sia nello slalom speciale, valide anche ai fini dei Mondiali 1980. In quella stagione di Coppa del Mondo interruppe la striscia di 15 successi consecutivi in slalom gigante, terminando 3º a Oberstaufen.

### Stagioni 1981-1982
Nonostante la rinuncia alla polivalenza, Stenmark gareggiò anche in discesa libera, benché non si trovasse a suo agio con le velocità. Scelse come teatro l'impegnativa Streif di Kitzbühel, che il 17 gennaio 1981 affrontò con cautela giungendo al traguardo 34º con un ritardo di oltre dieci secondi dal vincitore, riuscendo tuttavia a piazzarsi 3º nella combinata con lo slalom di Oberstaufen. La stagione 1980-1981 vide Stenmark vincere per l'ultima volta entrambe le classifiche di slalom gigante e di slalom speciale (rispettivamente con 10 punti in più di Aleksandr Žirov e 23 di Mahre); salì sul podio in 19 gare su 20 disputate.
Nel 1981-1982 in Coppa del Mondo non ottenne risultati di rilievo e in slalom gigante, dopo 37 podi consecutivi, dovette accontentarsi del 7º posto a Cortina d'Ampezzo il 15 dicembre; sia nella classifica di slalom gigante sia in quella di slalom speciale fu sopravanzato da Phil Mahre, di 4 e di 10 punti. Vinse però la medaglia d'oro nello slalom speciale ai Mondiali di Schladming, dove nello slalom gigante invece si vide sopravanzare da Steve Mahre, il fratello gemello di Phil, che vinse l'oro iridato. Stenmark fu comunque argento e con queste due medaglie, le ultime che riuscì ad aggiudicarsi tra Olimpiadi e Mondiali, fissò il totale complessivo a sette.

### Stagioni 1983-1989
La Coppa del Mondo 1983 fu contraddistinta dalla vittoria a pari merito della classifica di slalom speciale con l'amico d'infanzia Stig Strand. Infatti i due sciatori di Tärnaby conclusero le competizioni con lo stesso punteggio, ma la coppa di cristallo fu assegnata a Stenmark poiché era riuscito a vincere una gara in più del compaesano; nella classifica di slalom gigante Stenmark fu invece superato da Phil Mahre per 7 punti. L'ultima Coppa di specialità venne aggiunta alla bacheca di Stenmark nel 1983-1984, in slalom gigante (chiuse a pari punti con Pirmin Zurbriggen, ma il trofeo fu assegnato allo svedese per i migliori piazzamenti complessivi), mentre nella classifica di slalom speciale fu superato da Marc Girardelli di 10 punti. Per tentare di rivincere la Coppa del Mondo si cimentò anche nelle prove veloci: nel 1984, in occasione del supergigante di Garmisch-Partenkirchen del 29 gennaio concluse 5º nella nuova specialità, da poco introdotta nel calendario di Coppa del Mondo. A Stenmark non fu concesso di partecipare ai XIV Giochi olimpici invernali di Sarajevo 1984 a causa del suo status di "professionista", in quanto in possesso della cosiddetta licenza B, e non poté quindi difendere le medaglie d'oro vinte nell'edizione precedente.
Le ultime stagioni videro pian piano calare le prestazioni del fuoriclasse svedese, anche per l'emergere di nuovi atleti, quali Girardelli e l'elvetico Zurbriggen. Stenmark fu presente anche ai Mondiali di Bormio 1985, dove sfiorò il podio nello slalom speciale piazzandosi al 4º posto; due anni dopo, nella rassegna iridata di Crans-Montana 1987, giunse 10º nello slalom gigante e 5º nello slalom speciale. Ai XV Giochi olimpici invernali di Calgary 1988 Stenmark, ormai agli sgoccioli della carriera, tornò a partecipare nuovamente alle competizioni olimpiche e concluse 5º nello slalom speciale, mentre non terminò lo slalom gigante. L'ultima annata agonistica di Stenmark fu contraddistinta dai Mondiali di Vail 1989, dove fu 6º nello slalom gigante, e dal suo ultimo successo in Coppa del Mondo, nonché ultimo podio; a quasi trentatré anni e dopo aver militato quasi sedici anni in Coppa del Mondo, il 19 febbraio 1989 poté brindare nel gigante di Aspen alla vittoria numero 86. Un mese dopo a Shigakōgen disputò l'ultima gara in carriera, concludendo 4º nello slalom gigante di Coppa del Mondo disputato il 9 marzo.

## Bilancio della carriera

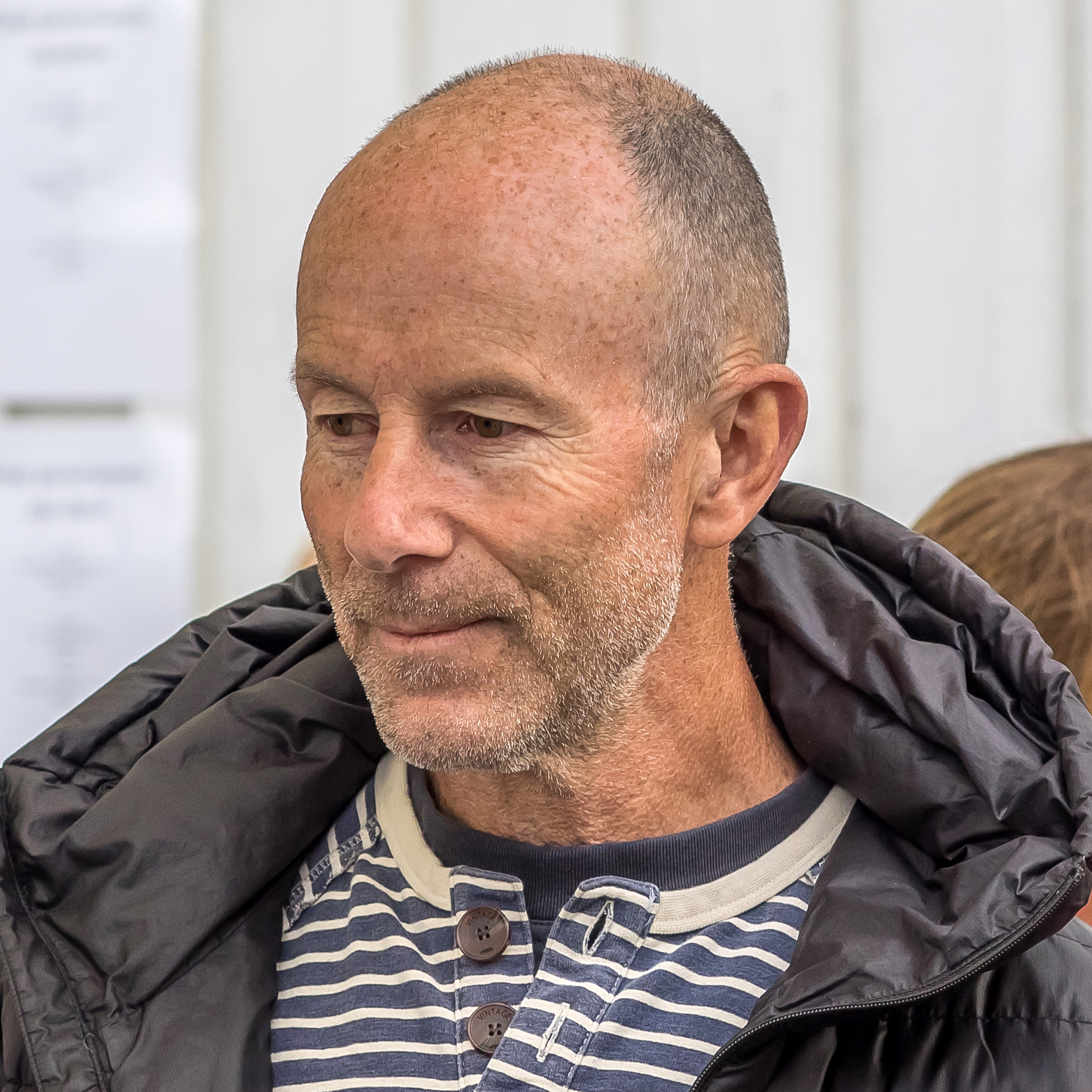
Ingemar Stenmark nel 2014

Ingemar Stenmark è considerato dalla maggior parte della critica il più grande sciatore di tutti i tempi nelle discipline tecniche. Non è stato lo sciatore più completo poiché per sua scelta non partecipò alle gare di discesa libera, e per questo motivo non può vantare medaglie olimpiche in tutte le specialità come Jean-Claude Killy o Toni Sailer. In carriera conquistò sette medaglie d'oro iridate (il norvegese Kjetil André Aamodt ne ottenne nove, di cui quattro in combinata).
A Stenmark fu impedito di partecipare alle Olimpiadi di Sarajevo poiché avendo la licenza "B", che gli permetteva le sponsorizzazioni, fu considerato un professionista (il professionismo non era ammesso alle Olimpiadi). Vinse solo tre coppe di cristallo generali (classificandosi secondo per ben sei volte) a causa di una modifica regolamentare introdotta ad hoc per contenere il suo strapotere nelle discipline tecniche e favorire la polivalenza. Stenmark, soprannominato "Ingo", dominò tuttavia il circo bianco per un decennio, e in campo maschile il suo record di vittorie in Coppa del Mondo non è stato sinora neppure avvicinato. Solo Franz Klammer rappresentò per la discesa libera, sia pur per un solo triennio, quello che Stenmark rappresentò per il gigante e lo slalom.
A cavallo fra gli anni 70 e 80, l'apice della carriera dello sciatore, Stenmark dominò su tutte le piste che hanno fatto la storia dello sci alpino. Sempre in quegli anni realizzò il record assoluto di distacco inflitto in Coppa del Mondo al secondo classificato, ottenuto il 4 febbraio 1979 nello slalom gigante di Jasná, quando vinse con 4 secondi e 6 centesimi di vantaggio sullo jugoslavo Bojan Križaj; è suo anche il record di distacco nello slalom speciale, registrato il 7 gennaio 1982 a Kitzbühel: 3 secondi e 16 centesimi nei confronti di Phil Mahre. Nonostante tale dominio, non fu privo di rivali sia in slalom, con il liechtensteinese Andreas Wenzel e gli stessi Mahre e Križaj, sia in gigante, con gli svizzeri Heini Hemmi e Joël Gaspoz, o in entrambi, come i grandi Gustav Thöni e Marc Girardelli. Nell'annata 1978/79 il fuoriclasse svedese vinse tutti e 10 gli slalom giganti della stagione, e ottenne anche tre successi in slalom, per un totale complessivo di tredici vittorie, risultato sinora ineguagliato da altri atleti. Lo sciatore di Tärnaby può anche vantare nove titoli nazionali ai Campionati svedesi, quattro in slalom gigante e cinque in slalom speciale.

## Palmarès

### Olimpiadi
- 3 medaglie, tutte valide anche ai fini dei Mondiali:
  - 2 ori (slalom gigante, slalom speciale a Lake Placid 1980)
  - 1 bronzo (slalom gigante a Innsbruck 1976)

### Mondiali
- 4 medaglie, oltre a quelle vinte in sede olimpica:
  - 3 ori (slalom gigante, slalom speciale a Garmisch-Partenkirchen 1978; slalom speciale a Schladming 1982)
  - 1 argento (slalom gigante a Schladming 1982)

### Europei juniores
- 1 medaglia:
  - 1 oro (slalom gigante Jasná 1974)[1][9]

### Coppa del Mondo
- Vincitore della Coppa del Mondo nel 1976, nel 1977 e nel 1978
- Vincitore della Coppa del Mondo di slalom gigante nel 1975, nel 1976, nel 1978, nel 1979, nel 1980, nel 1981 e nel 1984
- Vincitore della Coppa del Mondo di slalom speciale nel 1975, nel 1976, nel 1977, nel 1978, nel 1979, nel 1980, nel 1981 e nel 1983
- 155 podi:
  - 86 vittorie
  - 43 secondi posti
  - 26 terzi posti

#### Coppa del Mondo - vittorie
| Data             | Località               | Paese          | Specialità |
| ---------------- | ---------------------- | -------------- | ---------- |
| 17 dicembre 1974 | Madonna di Campiglio   | Italia         | SL         |
| 12 gennaio 1975  | Wengen                 | Svizzera       | SL         |
| 21 febbraio 1975 | Naeba                  | Giappone       | GS         |
| 2 marzo 1975     | Garibaldi              | Canada         | GS         |
| 13 marzo 1975    | Sun Valley             | Stati Uniti    | GS         |
| 15 dicembre 1975 | Vipiteno               | Italia         | SL         |
| 11 gennaio 1976  | Wengen                 | Svizzera       | SL         |
| 24 gennaio 1976  | Kitzbühel              | Austria        | SL         |
| 27 gennaio 1976  | Zwiesel                | Germania Ovest | GS         |
| 7 marzo 1976     | Copper Mountain        | Stati Uniti    | SL         |
| 14 marzo 1976    | Aspen                  | Stati Uniti    | SL         |
| 3 gennaio 1977   | Laax                   | Svizzera       | SL         |
| 10 gennaio 1977  | Berchtesgaden          | Germania Ovest | SL         |
| 16 gennaio 1977  | Kitzbühel              | Austria        | SL         |
| 23 gennaio 1977  | Wengen                 | Svizzera       | SL         |
| 6 febbraio 1977  | Sankt Anton am Arlberg | Austria        | SL         |
| 6 marzo 1977     | Sun Valley             | Stati Uniti    | GS         |
| 18 marzo 1977    | Voss                   | Norvegia       | SL         |
| 20 marzo 1977    | Åre                    | Svezia         | SL         |
| 21 marzo 1977    | Åre                    | Svezia         | GS         |
| 25 marzo 1977    | Sierra Nevada          | Spagna         | GS         |
| 10 dicembre 1977 | Val-d'Isère            | Francia        | GS         |
| 13 dicembre 1977 | Madonna di Campiglio   | Italia         | SL         |
| 14 dicembre 1977 | Madonna di Campiglio   | Italia         | GS         |
| 5 gennaio 1978   | Oberstaufen            | Germania Ovest | SL         |
| 8 gennaio 1978   | Zwiesel                | Germania Ovest | GS         |
| 9 gennaio 1978   | Zwiesel                | Germania Ovest | SL         |
| 18 marzo 1978    | Arosa                  | Svizzera       | GS         |
| 9 dicembre 1978  | Schladming             | Austria        | GS         |
| 21 dicembre 1978 | Kranjska Gora          | Jugoslavia     | SL         |
| 22 dicembre 1978 | Kranjska Gora          | Jugoslavia     | GS         |
| 7 gennaio 1979   | Courchevel             | Francia        | GS         |
| 16 gennaio 1979  | Adelboden              | Svizzera       | GS         |
| 23 gennaio 1979  | Stainach               | Austria        | GS         |
| 4 febbraio 1979  | Jasná                  | Cecoslovacchia | GS         |
| 10 febbraio 1979 | Åre                    | Svezia         | GS         |
| 11 febbraio 1979 | Åre                    | Svezia         | SL         |
| 4 marzo 1979     | Lake Placid            | Stati Uniti    | GS         |
| 12 marzo 1979    | Heavenly Valley        | Stati Uniti    | GS         |
| 17 marzo 1979    | Furano                 | Giappone       | SL         |
| 19 marzo 1979    | Furano                 | Giappone       | GS         |
| 8 dicembre 1979  | Val-d'Isère            | Francia        | GS         |
| 11 dicembre 1979 | Madonna di Campiglio   | Italia         | SL         |
| 12 dicembre 1979 | Madonna di Campiglio   | Italia         | GS         |
| 21 gennaio 1980  | Adelboden              | Svizzera       | GS         |
| 27 gennaio 1980  | Chamonix               | Francia        | SL         |
| 27 febbraio 1980 | Waterville Valley      | Stati Uniti    | SL         |
| 1º marzo 1980    | Mont-Sainte-Anne       | Canada         | GS         |
| 10 marzo 1980    | Cortina d'Ampezzo      | Italia         | SL         |
| 11 marzo 1980    | Cortina d'Ampezzo      | Italia         | GS         |
| 13 marzo 1980    | Saalbach               | Austria        | GS         |
| 15 marzo 1980    | Saalbach               | Austria        | SL         |
| 9 dicembre 1980  | Madonna di Campiglio   | Italia         | SL         |
| 10 dicembre 1980 | Madonna di Campiglio   | Italia         | GS         |
| 6 gennaio 1981   | Morzine                | Francia        | GS         |
| 18 gennaio 1981  | Kitzbühel              | Austria        | SL         |
| 26 gennaio 1981  | Adelboden              | Svizzera       | GS         |
| 1º febbraio 1981 | Sankt Anton am Arlberg | Austria        | SL         |
| 2 febbraio 1981  | Schladming             | Austria        | GS         |
| 8 febbraio 1981  | Oslo                   | Norvegia       | SL         |
| 11 febbraio 1981 | Voss                   | Norvegia       | GS         |
| 14 febbraio 1981 | Åre                    | Svezia         | GS         |
| 9 gennaio 1982   | Morzine                | Francia        | GS         |
| 12 gennaio 1982  | Bad Wiessee            | Germania Ovest | SL         |
| 17 gennaio 1982  | Kitzbühel              | Austria        | SL         |
| 19 gennaio 1982  | Adelboden              | Svizzera       | GS         |
| 9 febbraio 1982  | Kirchberg in Tirol     | Austria        | GS         |
| 14 dicembre 1982 | Courmayeur             | Italia         | SL         |
| 23 gennaio 1983  | Kitzbühel              | Austria        | SL         |
| 11 febbraio 1983 | Markstein              | Francia        | SL         |
| 13 febbraio 1983 | Todtnau                | Germania Ovest | GS         |
| 26 febbraio 1983 | Gällivare              | Svezia         | GS         |
| 13 dicembre 1983 | Courmayeur             | Italia         | SL         |
| 20 dicembre 1983 | Madonna di Campiglio   | Italia         | SL         |
| 10 gennaio 1984  | Adelboden              | Svizzera       | GS         |
| 17 gennaio 1984  | Parpan                 | Svizzera       | SL         |
| 23 gennaio 1984  | Kirchberg in Tirol     | Austria        | GS         |
| 4 febbraio 1984  | Borovec                | Bulgaria       | GS         |
| 7 marzo 1984     | Vail                   | Stati Uniti    | GS         |
| 15 dicembre 1985 | Alta Badia             | Italia         | GS         |
| 25 gennaio 1986  | Sankt Anton am Arlberg | Austria        | SL         |
| 27 febbraio 1986 | Hemsedal               | Norvegia       | GS         |
| 18 marzo 1986    | Lake Placid            | Stati Uniti    | GS         |
| 29 novembre 1986 | Sestriere              | Italia         | SL         |
| 14 febbraio 1987 | Markstein              | Francia        | SL         |
| 19 febbraio 1989 | Aspen                  | Stati Uniti    | GS         |

Legenda:

GS = slalom gigante

SL = slalom speciale

### Campionati svedesi
- 9 ori (slalom speciale nel 1974; slalom gigante, slalom speciale nel 1976; slalom gigante, slalom speciale nel 1977; slalom gigante, slalom speciale nel 1978; slalom gigante, slalom speciale nel 1979)[17]

## Statistiche

### Podi in Coppa del Mondo
| Stagione/Specialità | Slalom gigante | Slalom gigante | Slalom gigante | Slalom speciale | Slalom speciale | Slalom speciale | Combinata | Combinata | Combinata | Parallelo | Parallelo | Parallelo | Podi totali |
| ------------------- | -------------- | -------------- | -------------- | --------------- | --------------- | --------------- | --------- | --------- | --------- | --------- | --------- | --------- | ----------- |
| Stagione/Specialità | 1º             | 2º             | 3º             | 1º              | 2º              | 3º              | 1º        | 2º        | 3º        | 1º        | 2º        | 3º        | Podi totali |
| 1974                |                | 1              | 1              |                 | 2               |                 |           |           |           |           |           |           | 4           |
| 1975                | 3              | 2              |                | 2               | 3               | 1               |           |           |           |           | 1         |           | 12          |
| 1976                | 1              | 2              | 1              | 5               | 1               | 1               |           |           |           |           |           |           | 11          |
| 1977                | 3              | 2              |                | 7               | 2               |                 |           |           |           |           |           |           | 14          |
| 1978                | 4              | 1              | 2              | 3               | 2               |                 |           |           |           |           |           |           | 12          |
| 1979                | 10             |                |                | 3               | 2               | 2               |           |           |           |           |           |           | 17          |
| 1980                | 6              |                | 1              | 5               | 1               | 1               |           |           |           |           |           |           | 14          |
| 1981                | 6              | 2              | 2              | 4               | 2               | 2               |           |           | 1         |           |           |           | 19          |
| 1982                | 3              |                | 1              | 2               | 5               | 1               |           |           |           |           |           |           | 12          |
| 1983                | 2              | 1              | 3              | 3               | 1               | 1               |           |           |           |           |           |           | 11          |
| 1984                | 4              |                | 1              | 3               | 2               |                 |           |           |           |           |           |           | 10          |
| 1985                |                | 1              |                |                 | 2               | 1               |           |           |           |           |           |           | 4           |
| 1986                | 3              |                |                | 1               | 3               | 1               |           |           |           |           |           |           | 8           |
| 1987                |                |                | 1              | 2               | 1               | 1               |           |           |           |           |           |           | 5           |
| 1988                |                | 1              |                |                 |                 |                 |           |           |           |           |           |           | 1           |
| 1989                | 1              |                |                |                 |                 |                 |           |           |           |           |           |           | 1           |
| Totale              | 46             | 13             | 13             | 40              | 29              | 12              | 0         | 0         | 1         | 0         | 1         | 0         | 155         |
| Totale              | 72             | 72             | 72             | 81              | 81              | 81              | 1         | 1         | 1         | 1         | 1         | 1         | 155         |

## Riconoscimenti
Durante la sua carriera Stenmark fu uno degli idoli dello sport svedese; ciò non cambiò nemmeno quando, per motivi fiscali, si trasferì nel Principato di Monaco. Stenmark nel 1996 ha vinto i Campionati svedesi delle superstar.
Assieme a Björn Borg, Jan-Ove Waldner e Anja Pärson è l'unico ad aver ricevuto per due volte (nel 1975 e nel 1978) la Medaglia d'oro dello Svenska Dagbladet, il premio assegnato dal quotidiano Svenska Dagbladet al miglior sportivo svedese dell'anno. Nel 1979 fu premiato con la Medaglia Holmenkollen, una delle massime onorificenze sportive dello sci, tradizionalmente attribuita ai campioni dello sci nordico: Stenmark è uno dei pochissimi sciatori alpini ad averla ricevuta. Lo stesso anno si aggiudicò anche il premio Jerringpriset, appena istituito, attribuito dalla sezione sportiva della Sveriges Radio, l'emittente radiofonica pubblica del paese scandinavo. Lo sciatore ottenne la stessa onorificenza anche l'anno seguente.